# Cloître et église des Billettes
Pour les articles homonymes, voir Billette.
L'église des Billettes, avec son cloître, est une paroisse protestante luthérienne située 24, rue des Archives dans le 4e arrondissement de Paris. Elle est rattachée à l'Église protestante unie de France. L'église actuelle et la façade à droite du portail ont été réalisés en 1754-1758 d'après le projet de Jacques Hardouin-Mansart de Sagonne.

## Historique

### Sous l'Ancien régime, un couvent catholique
Édifiée en 1294 rue des Jardins, la chapelle des Billettes était à l'origine une chapelle destinée à honorer le miracle des Billettes qui suscitait une grande ferveur populaire. Selon une légende, une hostie aurait été profanée par le Juif Jonathas, qui l'aurait entaillée au couteau. Elle aurait alors saigné. Puis, jetée dans l'eau bouillante, elle se serait mise à voler. D'où le nom de l'emplacement : « la maison où Dieu fut bouilli » où l'édifice fut construit. Jonathas fut condamné à mort et brûlé.
La propriété de la rue des Jardins et les autres biens de Jonathas furent confisqués au profit du roi Philippe IV le Bel. La maison où le crime avait été prétendument commis fut donnée par le roi à Reinier Flaming, bourgeois de Paris, qui fit construire, en 1294, sur son emplacement, une chapelle qu'on nomma la maison des Miracles. Cette fondation fut autorisée par une bulle du 17 juillet 1295.
En 1299, les frères hospitaliers de la Charité-Notre-Dame (également appelés religieux des billettes) furent appelés par Philippe le Bel, pour assurer les services religieux. L'église devint un lieu de pèlerinage si important que la communauté des Billettes put faire reconstruire l’église en 1405 et y ajouter un cimetière et un cloître en 1427. Bien que plusieurs fois modifié et restauré, c'est le seul cloître du Moyen Âge qui subsiste à Paris. Les maisons au-dessus des galeries datent des XVIIe et XIXe siècles.
En 1633, l'église fut prise en charge par les Carmes de l'Observance de Rennes, dit Carmes-Billettes. Dès le début du XVIIe siècle, ils envisagèrent de reconstruire l'église gothique du XVe siècle, mais ils se heurtèrent à l'opposition des marguilliers de la paroisse voisine de Saint-Jean-en-Grève qui voyaient dans ce projet une atteinte à leurs revenus. Une transaction fut conclue entre les parties en février 1632, homologuée par le Parlement de Paris en mai 1633. Mais elle ne fut pas appliquée, faute de bâtiment. La querelle refit surface au milieu du XVIIIe siècle, à l'occasion des nouveaux projets de reconstruction de l'église. Elle ne sera tranchée définitivement qu'avec la nouvelle transaction de septembre 1755 et l'arrangement de juillet 1756.
En décembre 1668, Mademoiselle Du Parc fut inhumée « aux Religieux Carmes des Billettes » et le cœur de l'historiographe de France, Eudes de Mézeray, mort le 10 juillet 1683, fut déposé dans l'église.
En 1685, on lisait au-dessus de l'ancienne chapelle des Miracles, cette inscription : « Ci-dessous le juif fit bouillir la sainte hostie ».
C'est en 1742 que les Carmes-Billettes se décidèrent à relancer la reconstruction de leur église. Leur nombre était passé de 14 au XVIIe à 50 au milieu du XVIIIe. Ils firent appel en juin, à l'architecte Jacques Hardouin-Mansart de Sagonne (1711-1778), dernier des Mansart et petit-fils de Jules Hardouin-Mansart, qui venait d'être désigné le mois précédent par Louis XV pour la construction de l'église Saint-Louis de Versailles, premier grand chantier religieux royal du règne. Mansart se livra d'abord à une expertise des lieux. En 1744, il dressa un second procès-verbal pour la réalisation de son projet. Il prévoyait de déplacer l'église sur un terrain voisin appartenant aux Carmes et de l'ouvrir sur la rue Sainte-Croix-de-la-Bretonnerie. La capacité de l'église passait de 960 à 1 200 fidèles. Saint-Jean-en-Grève vit là une violation flagrante de la transaction de 1632. Jean Beausire, architecte de la ville de Paris et marguillier de la paroisse, dressa un procès-verbal de contestation qui fut attaqué à son tour par Mansart de Sagonne. Les deux hommes furent départagés par le procureur général du Parlement, Joly de Fleury, qui constata une différence de 7 toises entre la surface de l'église et celle du projet envisagé. Mansart livra donc un second projet remis à Joly de Fleury en 1748, mais la nef fut jugée toujours trop vaste. Le projet n'évolua guère jusqu'à ce que Mansart réclamât son dû : à la suite d'une condamnation des requêtes du Palais, les religieux lui versèrent, le 3 septembre 1750, 3 165 livres 1 sol 7 deniers.
Le projet ne fut repris qu'en 1752 et approuvé définitivement en janvier 1753. Son auteur n'est pas précisé. La reconstruction de l'église eut lieu, non de 1753 à 1756 comme on le prétend trop souvent, mais de 1754 à 1758. Nul doute que le projet final avait repris tout ou partie des solutions envisagées par Mansart de Sagonne. Les religieux n'avaient pas versé plus de 3 000 livres pour que son projet demeurât dans les cartons. L'influence de Mansart de Sagonne est en effet manifeste en plusieurs endroits : on retiendra d'abord le plan rectangulaire prolongé d'une rotonde, solution que son aïeul Hardouin-Mansart avait adopté aux Invalides. La présence de pots-à-feu de part et d'autre de la façade est une formule adoptée par Mansart de Sagonne à Saint-Louis de Versailles, ainsi que dans son projet pour la Madeleine de Paris. Enfin, la présence de palmes sur cette même façade est un motif fréquent dans la tradition Mansart. L'attribution à Mansart de Sagonne ou à un de ses émules apparait encore plus manifeste si l'on sait que l'église était le siège de l'ordre de Saint-Lazare et du Mont-Carmel qui eut Jules Hardouin-Mansart parmi ses plus illustres membres.
L'attribution de l'église actuelle au frère Claude, dominicain du noviciat général de Paris, auteur de Saint-Thomas d'Aquin, ne repose sur rien. Son nom n'apparaît sur aucun document ou plan relatif à la reconstruction. Il n'est mentionné pour la première fois comme auteur de l'église qu'en 1787, dans le guide de Luc-Vincent Thiéry. Ni Dezallier, ni Piganiol ne le mentionnent auparavant. Il semble que Thiéry faisait plutôt allusion à l'auteur des restaurations de l'église en 1779, soit 21 ans après sa reconstruction. Le nom de Mansart de Sagonne comme auteur ou inspirateur de l'église s'impose à l'évidence. L'église possède alors une propriété avec terrains et vignes à Bagneux, comprise entre les actuelles rues de Froide, Fortin et Alphonse Pluchet

### Depuis la révolution française, une église protestante
À la Révolution, l'église et le couvent sont désaffectés. Une partie du cloître et l'église sont vendues le 17 avril 1793 et le 19 mars 1795.
Sous l'Ancien Régime, les protestants ne peuvent pas pratiquer leur culte librement à Paris - y compris entre 1598 et 1685 sous l'Édit de Nantes, où ils doivent se rendre au temple de Charenton. Les ambassades des pays protestants, de par leur extraterritorialité, peuvent constituer des chapelles protestantes, où se rendent les luthériens de Paris. Elles deviendront au cours du temps les églises suédoise, danoise et allemande de Paris. La liberté d'expression et de culte n'est reconnue qu'à la Révolution française avec la Déclaration des droits de l'homme et du citoyen de 1789. En 1791, les protestants réformées s'installent à l'église Saint-Louis-du-Louvre avec le pasteur Paul-Henri Marron, chapelain de l’ambassade de Hollande à Paris depuis 1782,.
Le 8 avril 1802, Bonaparte promulgue les articles organiques, qui organisent les cultes protestants dans le cadre du régime concordataire français. Les luthériens français - appelés de la confession d'Augsbourg - dépendent du Consistoire de Strasbourg. En 1806, le gouvernement interdit aux luthériens français de célébrer leur culte dans les ambassades étrangères. En 1808, un décret impérial instaure le Consistoire luthérien de la Seine, composé de 12 membres, et deux pasteurs, Georges Boissard et Jean-Jacques Goepp. Le 28 juillet 1808, l'empereur Napoléon autorise la Ville de Paris à acquérir l'ensemble des bâtiments pour les affecter au Consistoire luthérien, ce qu'elle fait le 26 novembre 1808 pour la somme de 73 000 francs. Tout au long du XIXe siècle, le culte est célébré alternativement en français et en allemand.
L'aménagement intérieur de l'église date pour l'essentiel de l'Empire et du règne de Louis-Philippe. Le premier orgue est celui de la chapelle de l'ambassade de Suède. Une seconde galerie est construite, ce qui double la capacité de celle d'origine. En 1820, la duchesse Dorothée von Medem, mère de Dorothée de Courlande et amie de Talleyrand, finance la cloche de l'église. L'église est fréquentée par la princesse Hélène de Mecklembourg-Schwerin. Elle se marie en 1837 avec Ferdinand-Philippe d'Orléans, fils du roi des Français Louis-Philippe dans une halle d’octroi désaffecté, au 16, rue Chauchat, qui devient l'église luthérienne de la Rédemption de Paris. Cette deuxième église luthérienne prend de l'importance, et héberge les bureaux de l'Inspection luthérienne de Paris de l'Église évangélique luthérienne de France, qui succède au Consistoire de la Seine.
Dans les années 1980, le sculpteur Philippe Kaeppelin réalise l'autel et le lutrin. Le 2 octobre 1983 est inauguré un nouvel orgue, réalisé par le facteur d'orgues alsacien Mühleisen. En 2008, sont érigées les stèles de l'artiste Jean Rodolphe Loth, sur le thème des Sept paroles du Christ en croix. Des concerts sont donnés régulièrement dans l'église, et le cloître sert de lieu d'exposition pour de jeunes artistes.

## Galerie

Église
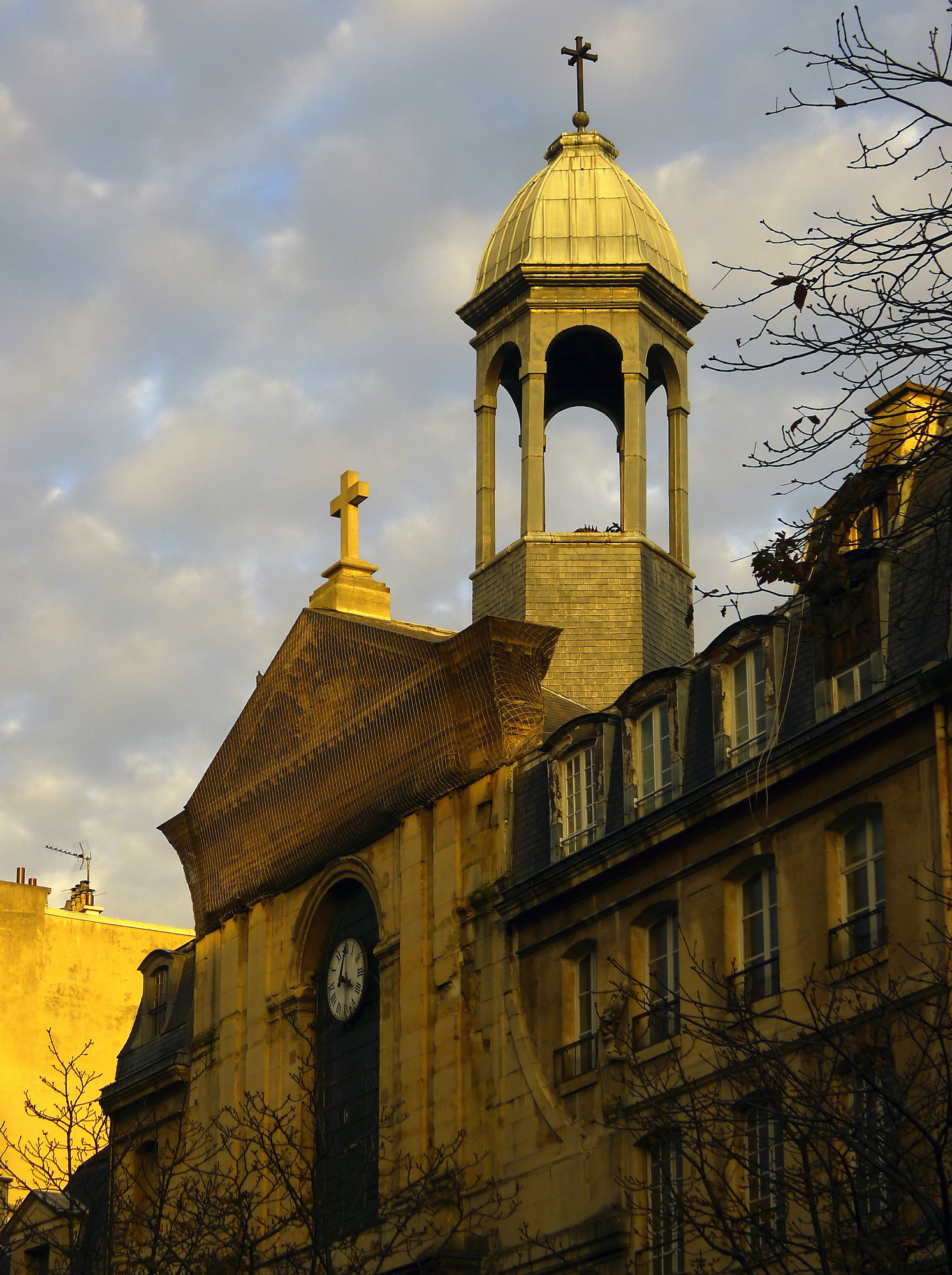
La façade et le clocher.
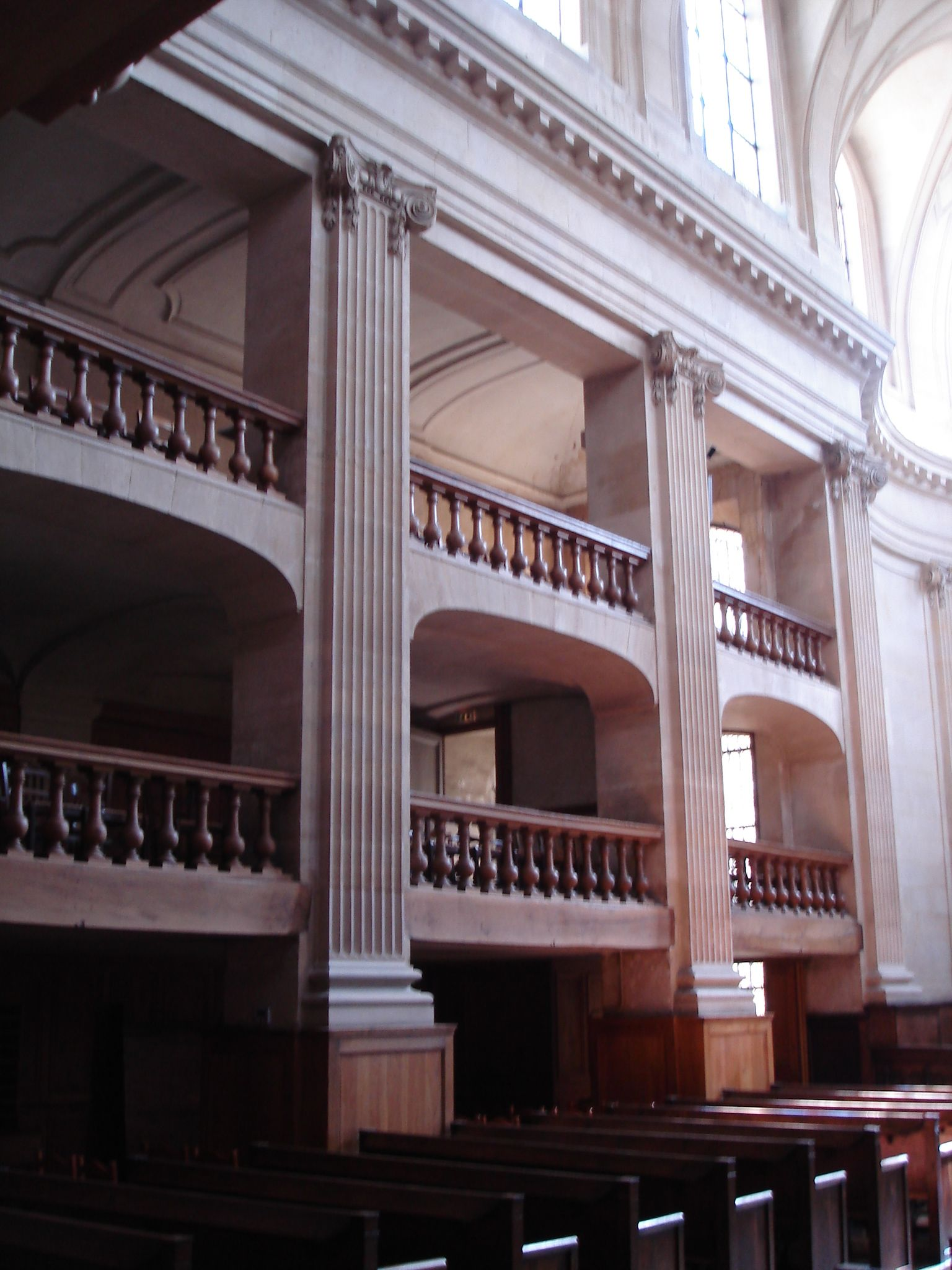
L'intérieur de l'église : vue des galeries.
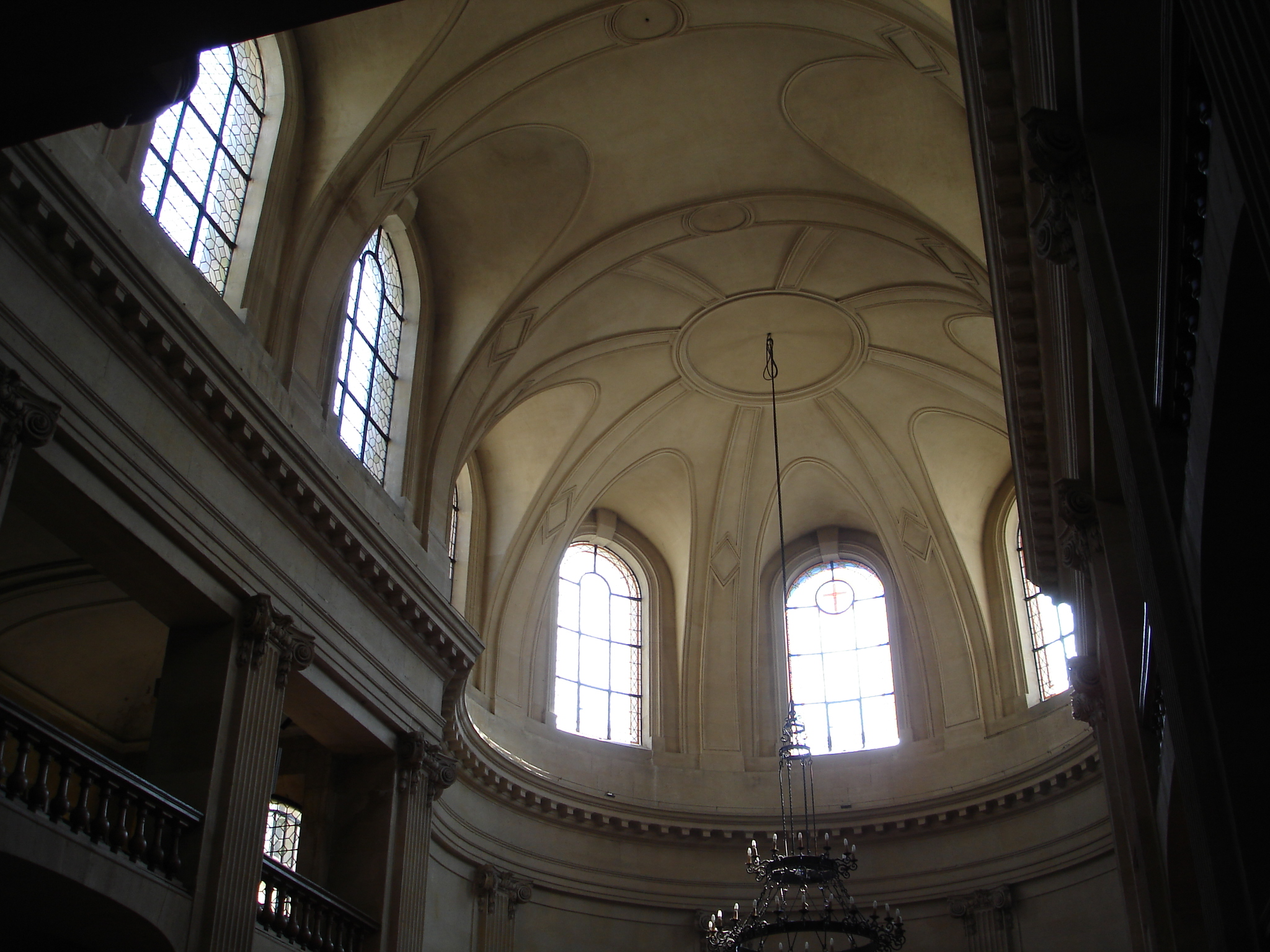
L'intérieur de l'église : vue de la coupole.
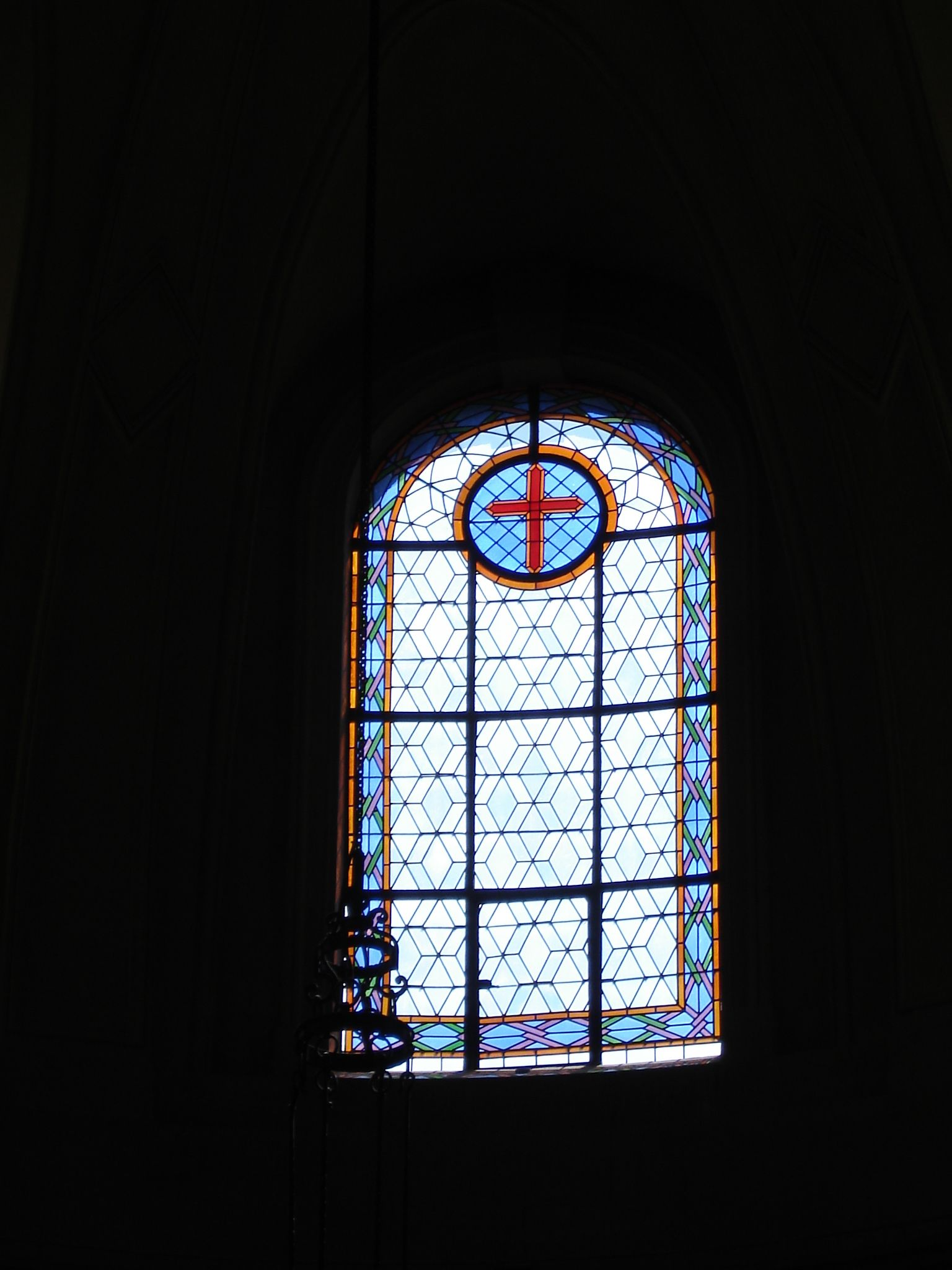
Un vitrail.
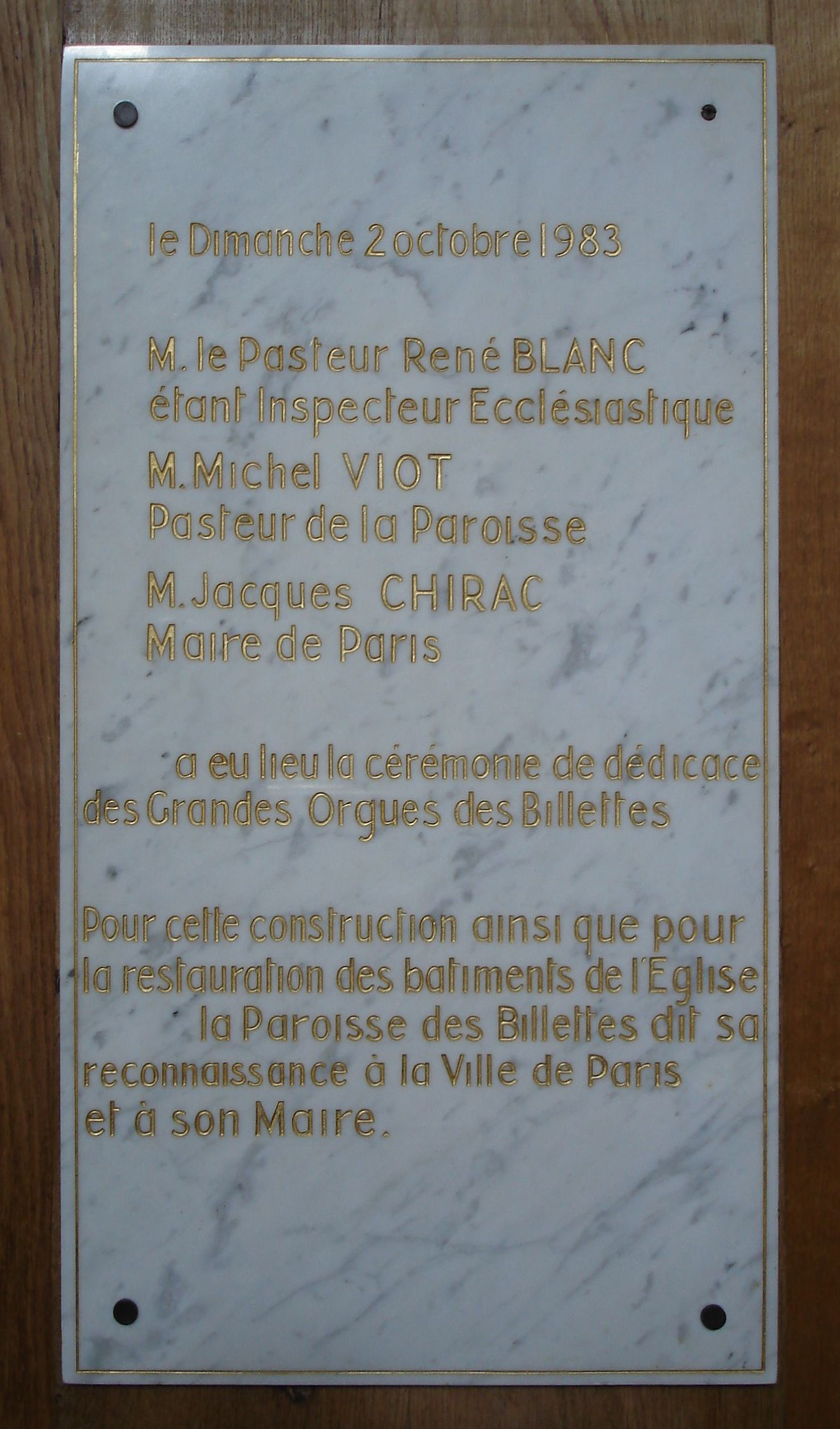
Plaque commémorative pour l'inauguration de l'orgue en 1983.

Cloître
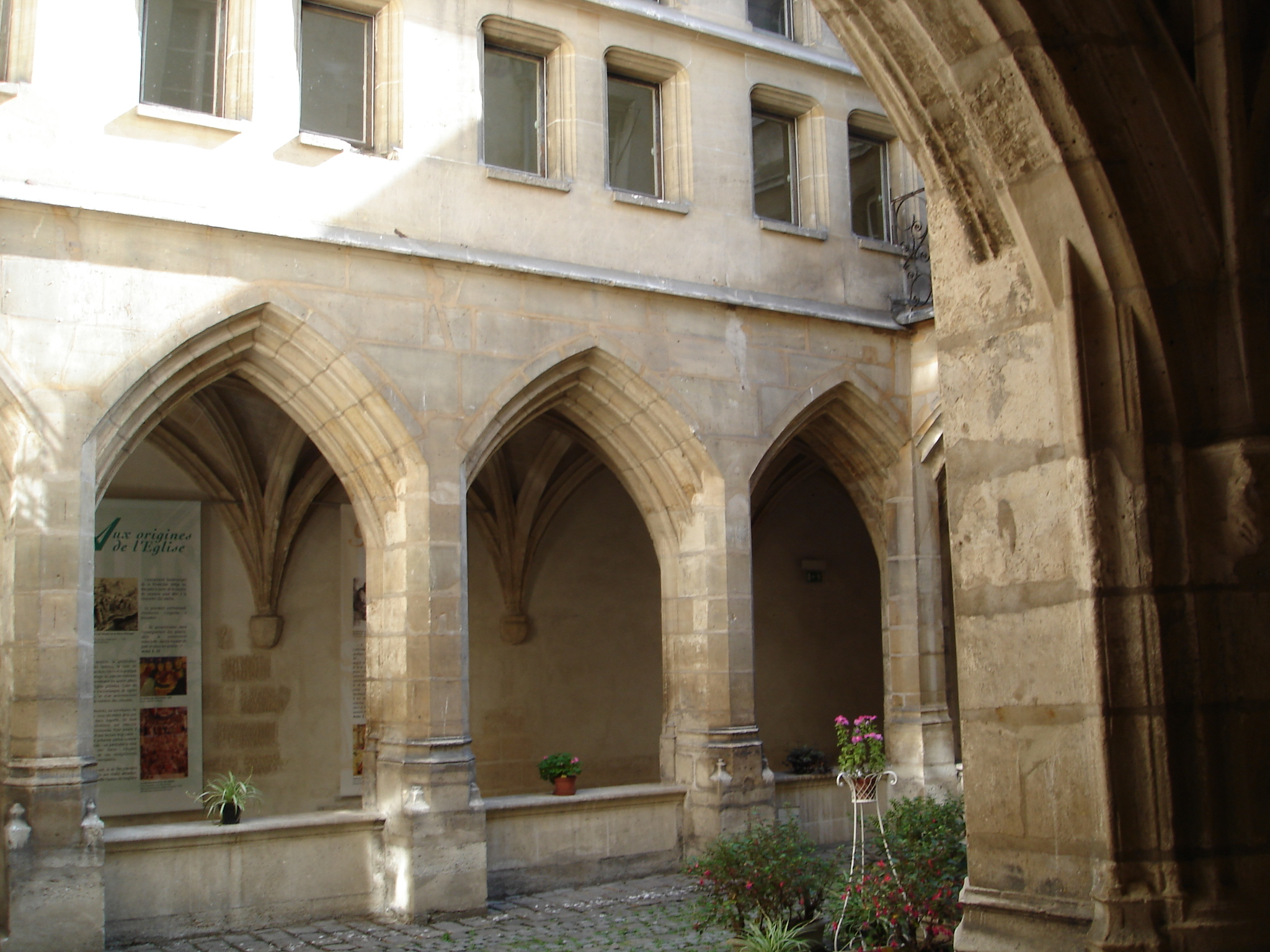
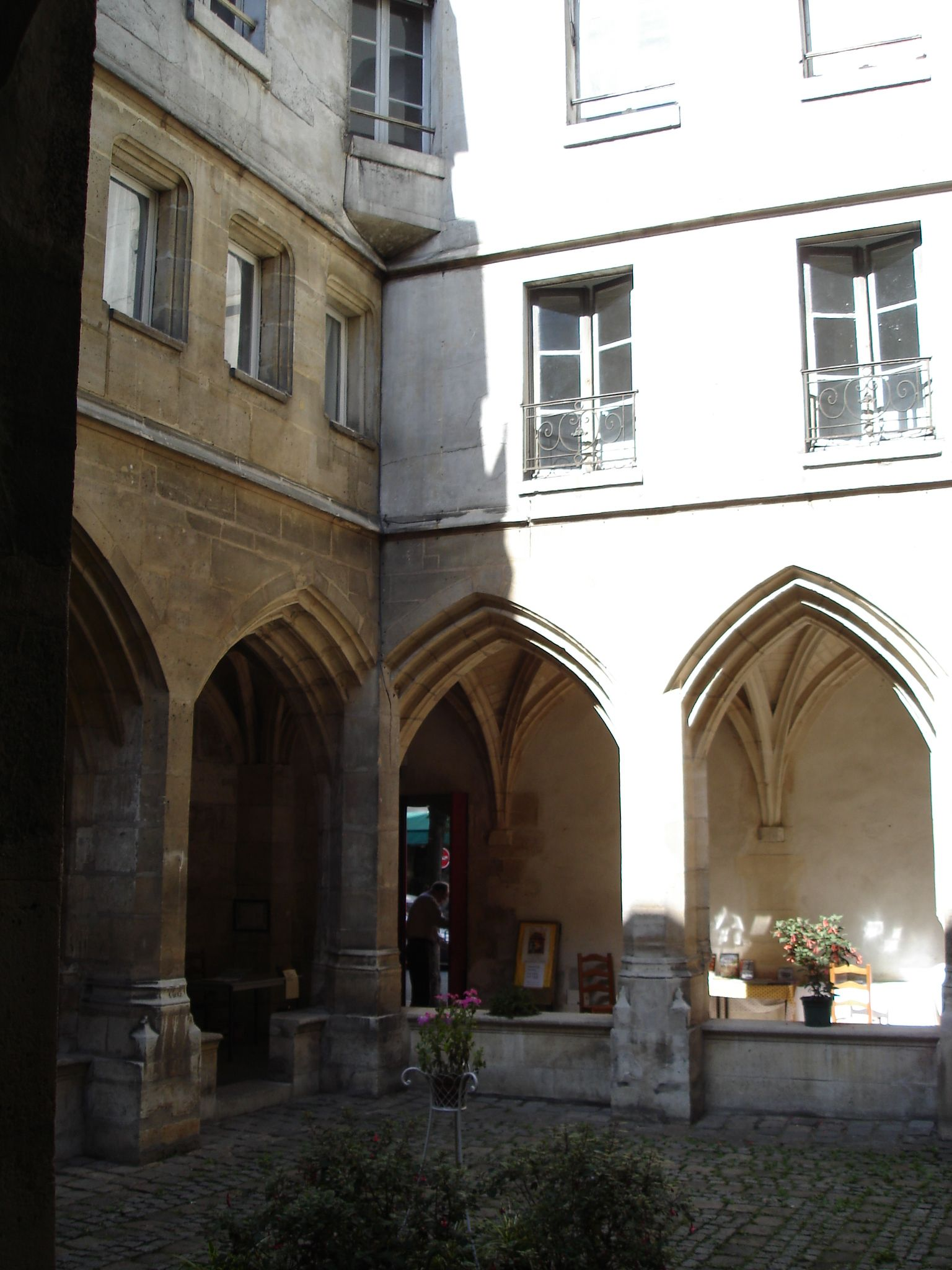
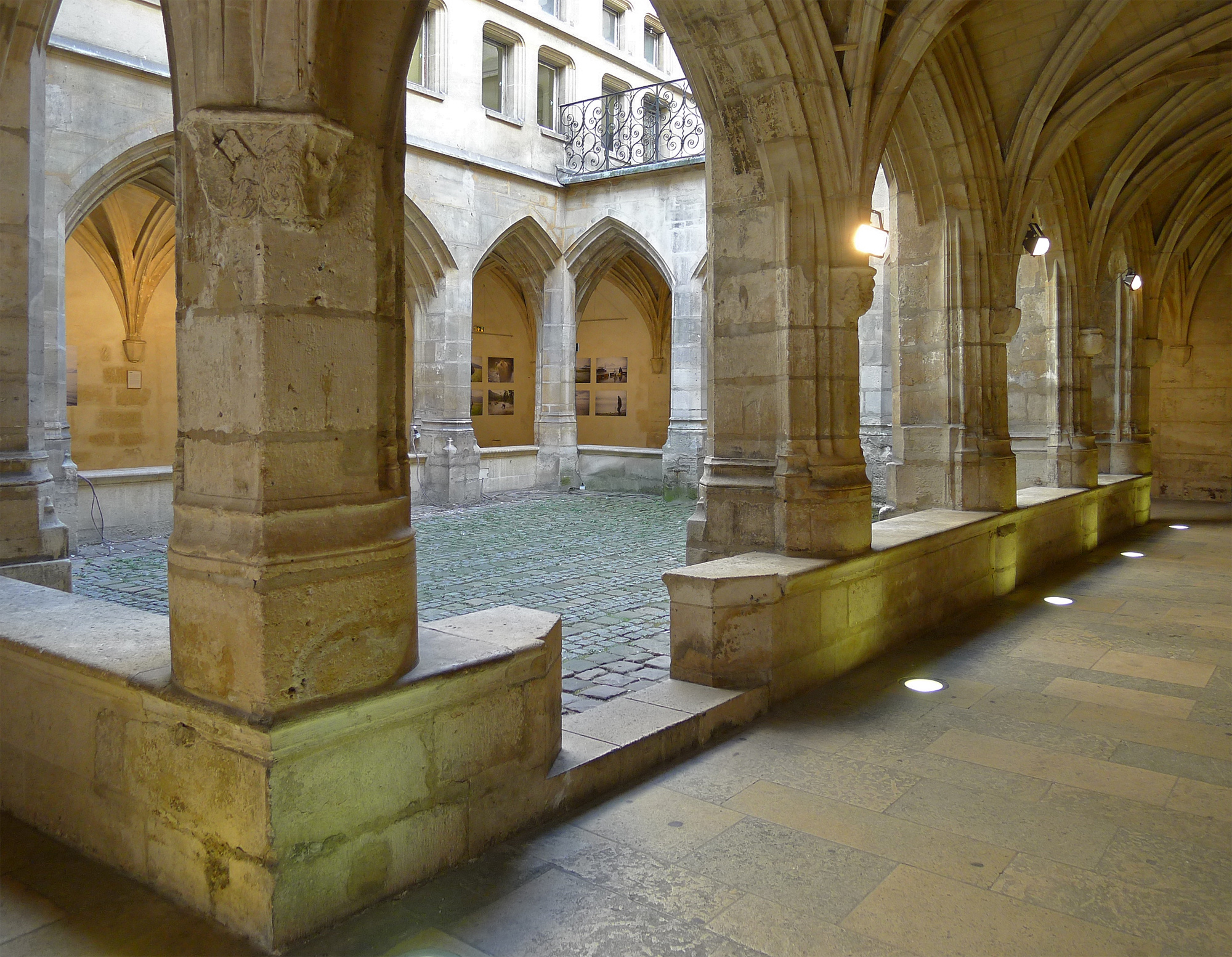
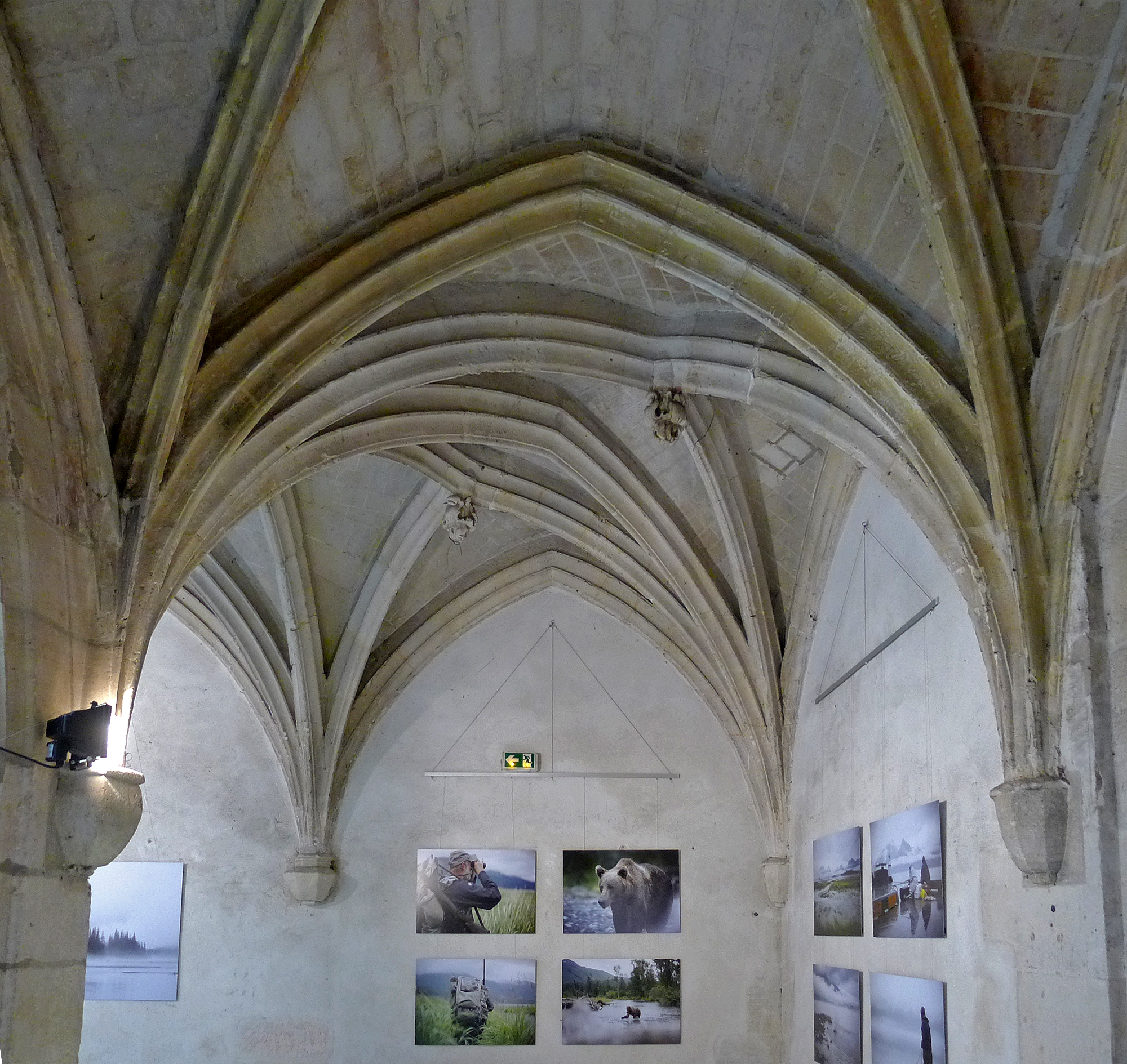
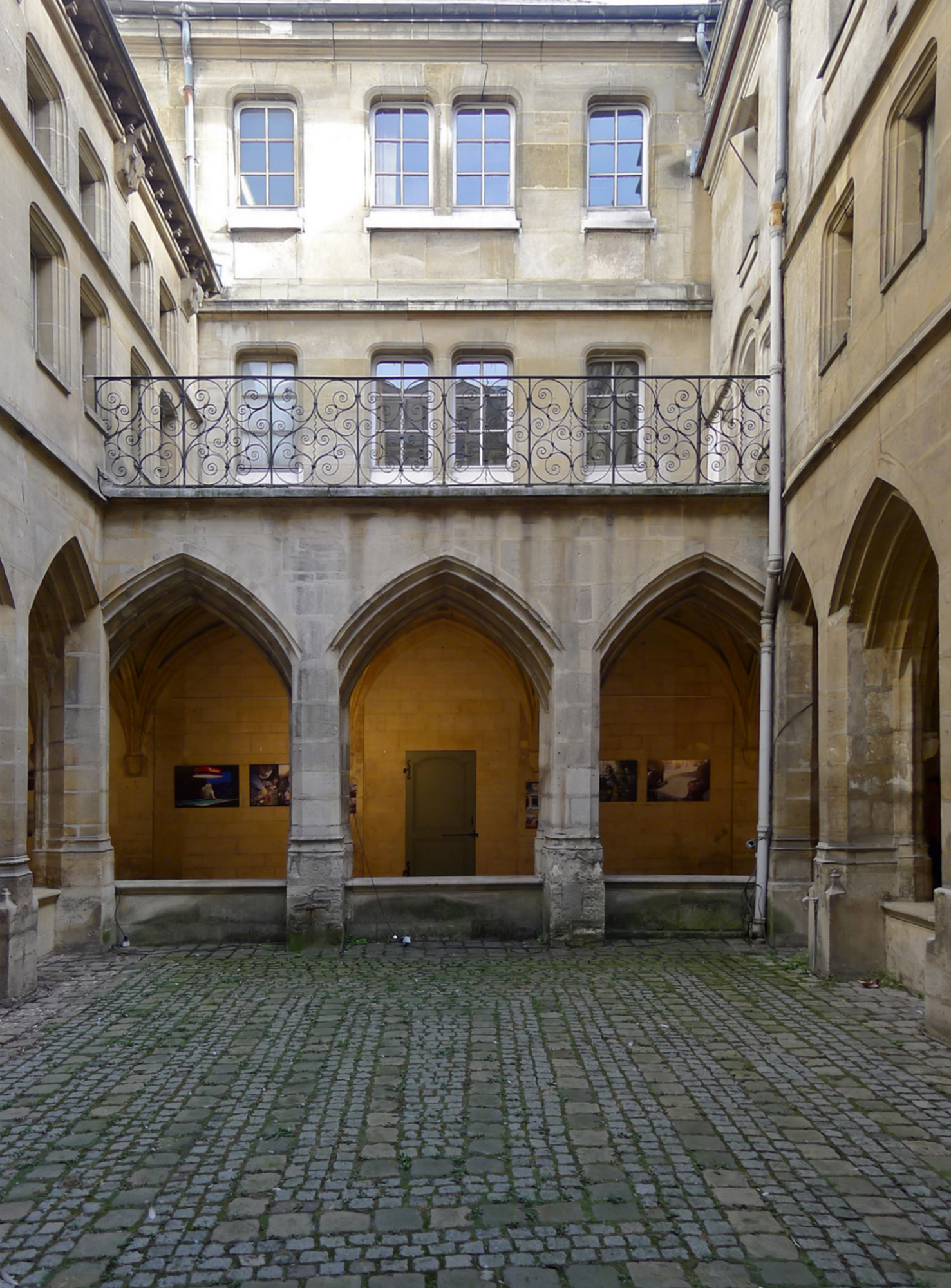